# Jeffrén
Jeffrén Isaac Suárez Bermúdez (* 20. Januar 1988 in Ciudad Bolívar, Venezuela), kurz Jeffrén, ist ein ehemaliger venezolanisch-spanischer Fußballspieler und heutiger Trainer.

## Karriere

### Spieler

#### Verein

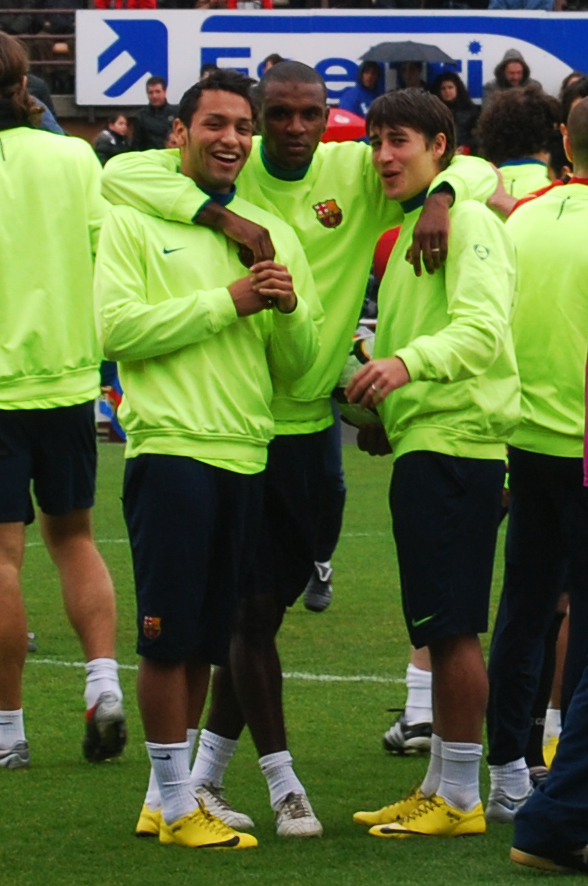
Jeffrén (l.), daneben Éric Abidal und Bojan

Jeffrén gab in der Saison 2006/07 sein Profidebüt für den FC Barcelona beim Pokalspiel gegen den FC Badalona als Einwechselspieler für Javier Saviola. In der Saison 2007/08 verhalf er FC Barcelona B unter Coach Pep Guardiola zum Aufstieg von der Tercera División in die Segunda División B. Er erzielte in 30 Spielen fünf Tore.
In der Saison 2008/09 bestritt er sein erstes Ligaspiel für die erste Mannschaft Barcelonas am 36. Spieltag bei der 1:2-Niederlage bei RCD Mallorca. Sein erstes Ligator erzielte er in seinem zehnten Ligaspiel am 3. April 2010, es war das 1:0 beim 4:1-Sieg über Athletic Bilbao.
Am 10. Februar 2010 verlängerte Jeffrén seinen Vertrag bei Barça bis 2012. Die Ausstiegsklausel betrug zehn Millionen Euro. Im Clásico gegen Real Madrid schoss er am 29. November 2010 das Tor zum 5:0.
Im August 2011 wechselte Jeffrén zu Sporting Lissabon. Er unterschrieb einen Fünf-Jahres-Vertrag bis zum 30. Juni 2016 und kostete 3,75 Millionen Euro Ablöse.
Im Januar 2014 wechselte er zurück nach Spanien zum Erstligisten Real Valladolid. Am Ende der Saison stieg er mit dem Klub jedoch in die zweite Liga ab. Nach einem Jahr in der Zweitklassigkeit wechselte Jeffrén zum belgischen Zweitligisten KAS Eupen.
In der Saison 2017/18 unterschrieb Jeffrén beim Grasshopper Club Zürich. Von Januar 2019 an stand Jeffrén sechs Monate bei AEK Larnaka in Zypern unter Vertrag. Dann war er fast sieben Monate vereinslos, ehe er sich im Februar 2020 dem kroatischen Erstligisten Slaven Belupo anschloss. Für Slaven absolvierte er 19 Erstligaspiele.
Über al-Dhaid (Februar 2021 bis Juni 2021), einem Verein aus den Vereinigten Arabischen Emiraten, wechselte er am 1. Juli 2021 nach Thailand zum Zweitligaaufsteiger Lamphun Warriors FC. Am Ende der Saison feierte er mit dem Verein aus Lamphun die Meisterschaft der zweiten Liga und den Aufstieg in die erste Liga. Nach insgesamt 44 Ligaspielen wurde sein Vertrag nach der Saison 2022/23 nicht verlängert. Im Juli 2023 nahm ihn der thailändische Zweitligist Chiangmai United FC unter Vertrag. Nach 28 Ligaspielen für den Verein aus Chiangmai wurde sein Vertrag im Sommer 2024 nicht verlängert.

#### Nationalmannschaft
2006 gewann er mit Spaniens U-19 die Europameisterschaft, dabei konnte er in acht Spielen drei Tore beisteuern.
2007 erhielt er die Möglichkeit, mit der Nationalmannschaft Venezuelas an der Copa América 2007 teilzunehmen, lehnte dies aber ab. Er wollte sich so kurzfristig nicht entscheiden, ob er zukünftig für die venezolanische Nationalmannschaft oder die spanische Nationalmannschaft aufläuft. Im August 2015 nahm er dann doch eine Einladung von Nationaltrainer Noel Sanvicente zur venezolanischen Nationalmannschaft an und kam am 8. September im Freundschaftsspiel gegen Panama (1:1) zu seinem Debüt im Nationalteam, als er in der 59. Minute für Alexander González eingewechselt wurde.

### Trainer
Im Juli 2024 übernahm er das Traineramt bei seinem letzten Verein, dem thailändischen Zweitligisten Chiangmai United FC. Hier stand er bis zum 10. September 2024 unter Vertrag.

## Erfolge

### Verein
FC Barcelona
- Spanischer Meister: 2009, 2010, 2011
- Spanischer Superpokalsieger: 2009
- UEFA-Super-Cupsieger: 2009
- FIFA-Klub-Weltmeisterschaft: 2009
- Champions-League-Sieger: 2011

Lamphun Warriors FC
- Thai League 2: 2021/22  ▲

### Nationalmannschaft
- U-19-Europameister: 2006
- U-21-Europameister: 2011